# Club de Fútbol Lorca Deportiva
Não confundir com o Lorca Fútbol Club, que disputa a quarta divisão espanhola.
Club de Fútbol Lorca Deportiva é um clube de futebol espanhol da cidade de Lorca, na Região de Múrcia. Disputa atualmente a Segunda División B, a terceira divisão do futebol espanhol.

## História

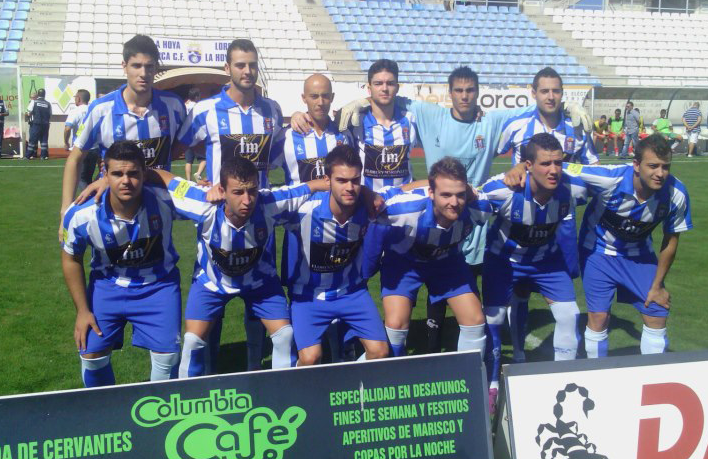
Primeiro onze inicial da história do clube.

Fundado em julho de 2012, o clube herdou as cores do Lorca Deportiva CF, extinto 3 meses antes por problemas financeiros (por este motivo, é considerado um clube fênix). A estreia no futebol seria na Segunda Autonómica (sétima divisão), porém outros clubes que jogariam a Primera Autonómica foram extintos ou desistiram de participar, abrindo uma vaga para os Lorquinistas, que ficou em 8º lugar. Coube a José Motos a autoria do primeiro gol da nova agremiação, contra o time B do Olímpico de Totana. Em 2013-14, ficou em 3º lugar e conquistou o acesso à Preferente Autonômica, obtendo o segundo acesso consecutivo.
Entre 2015 e 2017, disputa a Tercera División, alcançando os playoffs de acesso (em 2015-16, foi eliminado pelo Córdoba B e na temporada seguinte caiu para o Betis B), e em 2017-18 conquistou o acesso para a Segunda División B. A primeira passagem pela terceira divisão espanhola durou pouco: foi rebaixado com a pior campanha do Grupo 4, com 8 vitórias, 22 empates e 33 derrotas.
Na temporada 2018-19, foi rebaixado à Quarta Divisão depois de ficar em 17º entre 20 clubes. Voltou à Segunda División B um ano depois, ficando em 2º em seu grupo e voltando na temporada seguinte, empatando por 1 a 1 com o Atlético Pulpileño.

## Estádio
A equipe utiliza o Estádio Francisco Artés Carrasco (usado anteriormente pelos outros 3 clubes profissionais de Lorca), inaugurado em 2001 e que possui capacidade para 8.120 lugares, para o mando de seus jogos.

## Elenco
Legenda
- Capitão
- Jogador lesionado